# Statues-menhirs du groupe languedocien

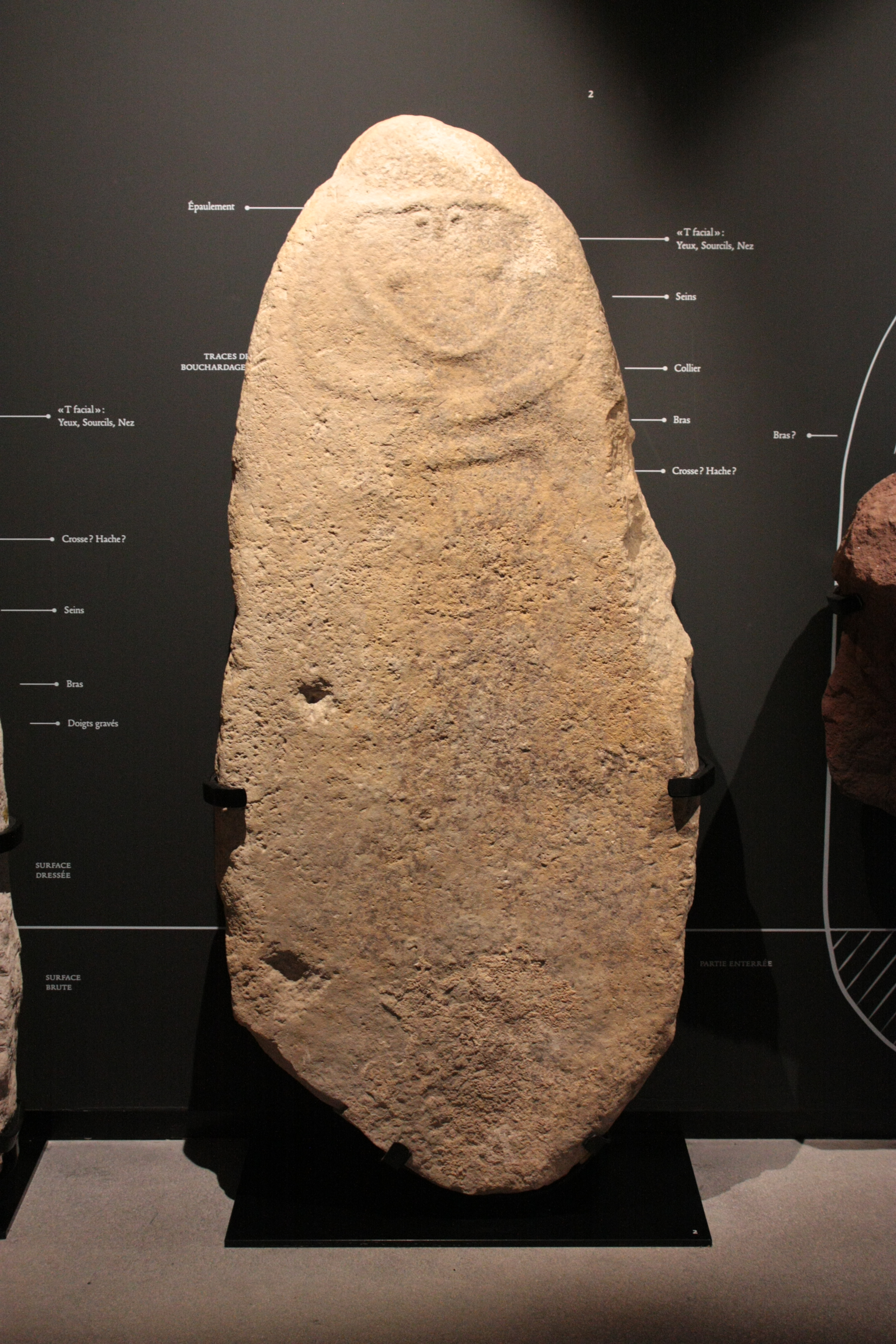
Statue-menhir de Collorgues n°1.

Les statues-menhirs du groupe languedocien (statues-menhirs du Bas-Languedoc, statues-menhirs du groupe des Garrigues) sont un ensemble d'une soixantaine de statues-menhirs, qui ont été découvertes dans l'est du département de l'Hérault, le Gard, le sud de l'Ardèche et dans le Vaucluse.

## Généralités
Les statues-menhirs de ce groupe ont été découvertes dans l'est du département de l'Hérault, le Gard, le sud de l'Ardèche et dans le Vaucluse. Elles se distinguent de celles du groupe Rouerge/Haut-Languedoc par leur mise en forme, leurs attributs et une moins grande unité stylistique. Le décor, sculpté ou gravé, est représenté sur une seule face de la stèle et seul le buste ou le visage sont représentés.
Les premières statues ont été découvertes au début de la deuxième moitié du XIXe siècle. À ce jour, le groupe comprend 57 statues que l'on classe en deux sous-groupes selon leur type de décor : un premier ensemble de 9 statues-menhirs dit « sous-groupe du Pic Saint-Loup » ou des « têtes de chouettes » correspondant à des découvertes réalisées autour du pic Saint-Loup (Bouisset, Les Cazarils) et un second ensemble de 42 statues dit « sous-groupe gardois » auxquelles on rattache les 3 statues découvertes dans le sud de l'Ardèche (Aven Meunier n°1 et 2, Serre-des-Fourches) et les 3 découvertes autour d'Avignon.
Toutes les statues-menhirs ont été réalisées avec des blocs de roches locales, généralement des calcaires issus d'affleurements naturels proche du site de découverte. Le groupe comprend des monuments de taille variable de 0,50 à 0,70 m pour les plus petites (Bragassargues, Candélaire, Bouisset) jusqu’à 1,50 à 1,80 m pour les plus grandes (Rosseironne, Collorgues, Montaïon). La dénomination « statues-menhirs » est utilisée mais les termes de stèles pour les petits monuments et de dalles anthropomorphes pour les plus grands seraient mieux adaptés.
Les statues-menhirs ont parfois été associées avec de petites stèles ou menhirs aniconiques. La signification de ces associations demeure inconnue.
Les statues sont datées du Néolithique final (entre 3200 et 2400 av. J.-C.), et de l'âge du bronze ancien.
La plupart des statues sont conservées au musée archéologique de Nîmes, au musée d'Orgnac (stèles ardéchoises) et à la société archéologique de Montpellier, quelques-unes ont été remplacées sur place par des copies.

## Sous-groupe du Pic Saint-Loup

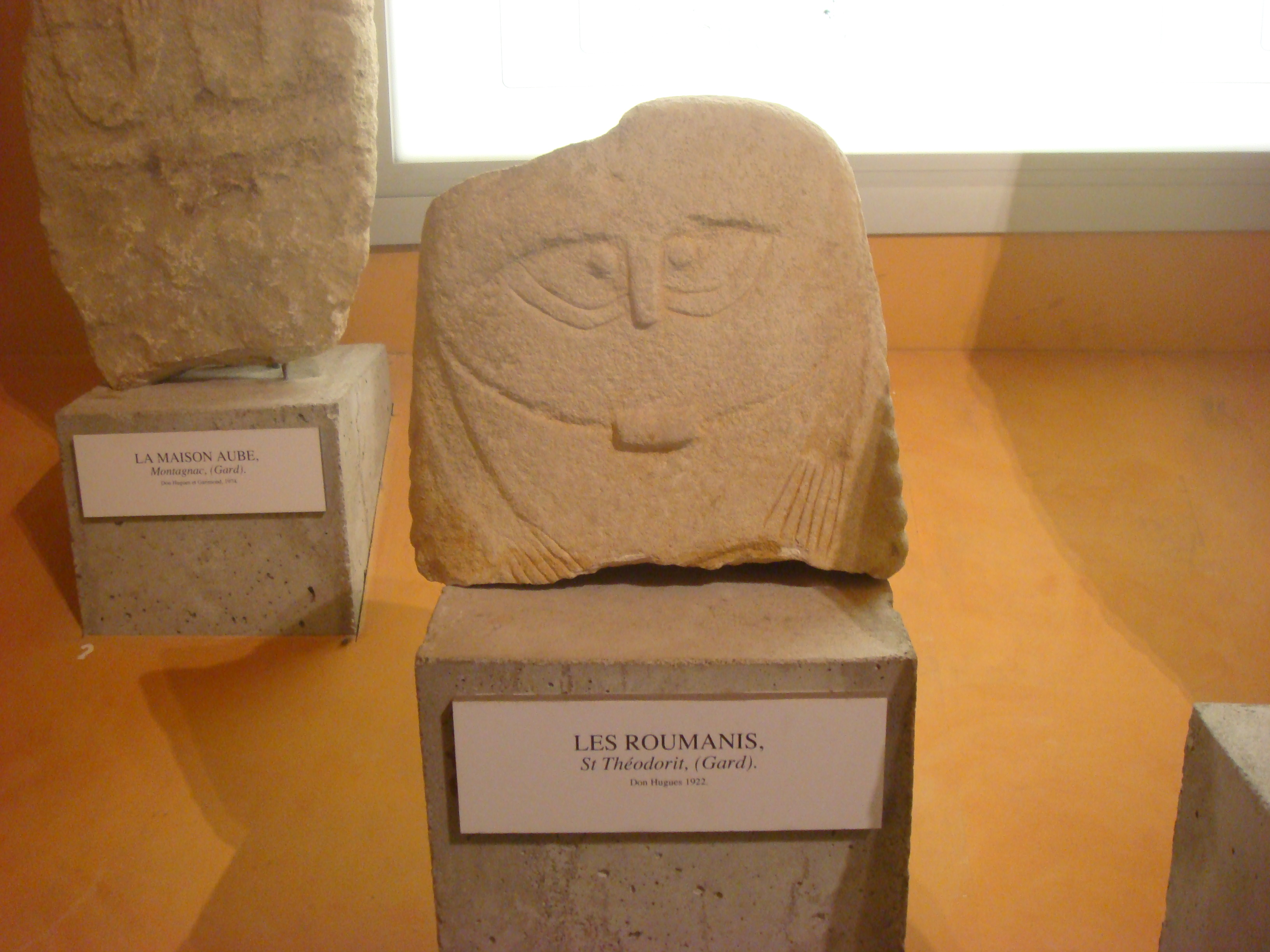
Statue-menhir des Roumanis.

Les sept statues de ce sous-groupe sont très homogènes, tant par leur morphologie que par leurs attributs. Les statues correspondent à des dalles de forme rectangulaire, peu épaisse et d'une taille inférieure à 1 m sauf deux (Cassillac, Truc Martin). Elles ont été découvertes en association avec des habitats en pierres sèches (Bouisset n°1 et 2, Gravas, Sylvie), parfois en réemploi (Cambous, Monferrand) et exceptionnellement dans un contexte funéraire en réemploi dans une tombe de l'Âge du bronze (Cazarils).
Leur homogénéité stylistique est très forte. Seuls les visages sont généralement représentés. Les yeux sont toujours visibles, en creux ou en relief. Le nez est représenté par un « T » gravé ou sculpté en ronde-bosse et le visage comporte une série d'arcs de cercles concentriques, interprétés comme des tatouages des joues. L'ensemble évoque une « tête de chouette ». Des attributs complémentaires sont visibles sur la statue-menhir des Cazarils (un collier ou des bras) et celle de Montferrand (ceinture probable).
La statue-menhir de la Baumette, qui a été découverte dans le nord-ouest du Gard, pourrait également être rattachée à ce sous-groupe compte tenu de ses affinités stylistiques corroborées par une filiation culturelle des céramiques découvertes sur place.

## Sous-groupe gardois
L'ancienneté de certaines découvertes ne permet pas une connaissance précise du contexte archéologique mais plusieurs sites, attribués au Néolithique final, correspondent à des sites d'habitat ou à des situations très particulières (réutilisation pour condamner l'accès d'une cavité, hypogée funéraire, site d'extraction du silex),,,.

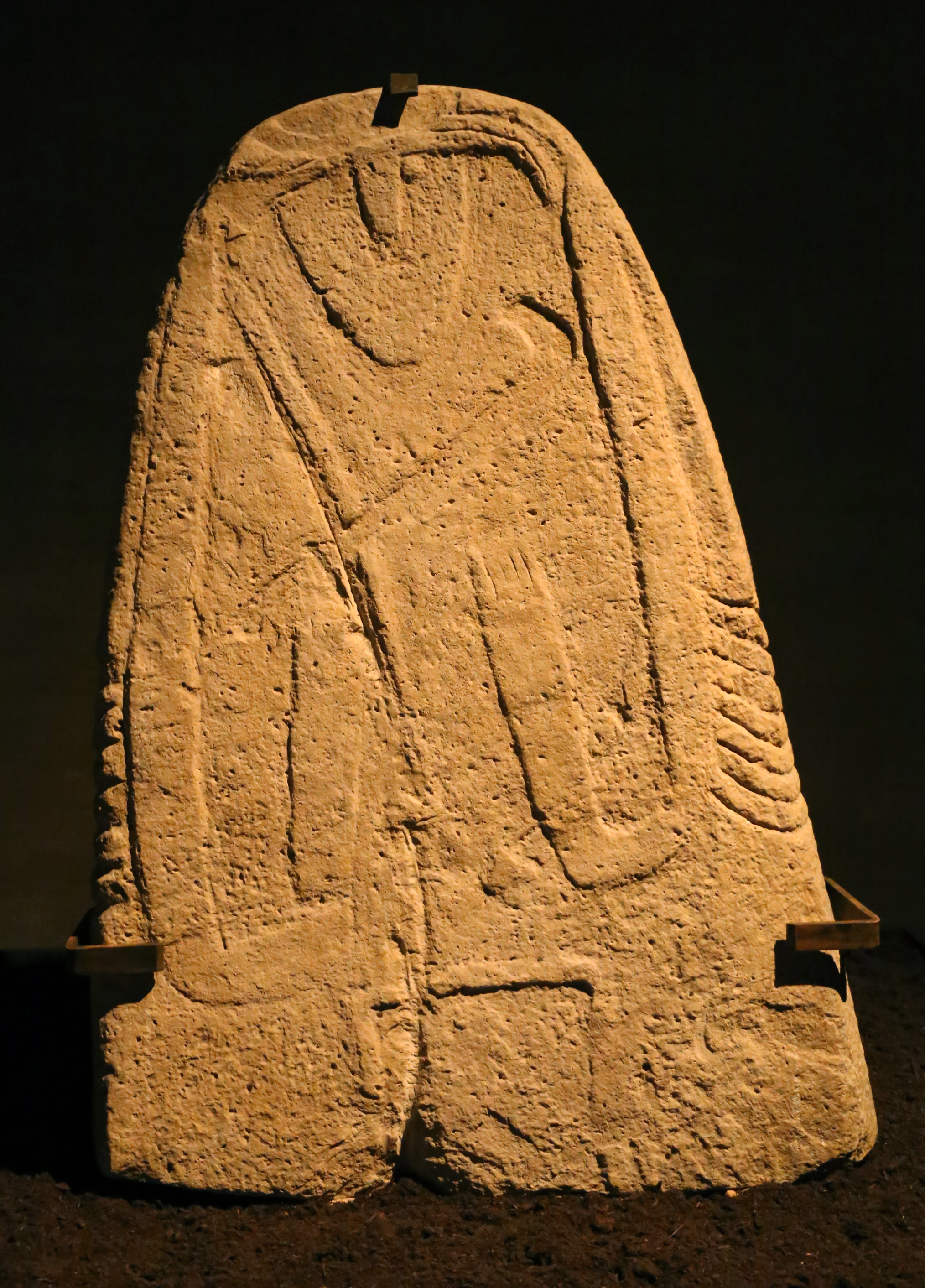
Statue-menhir de Rosseironne.

Par rapport au sous-groupe du Pic Saint-Loup, les caractéristiques anthropomorphes et les attributs des statues du sous-groupe gardois sont plus nombreux et plus variés. Le visage est matérialisé par un « T » facial plus prononcé et la base du visage peut être soulignée par un arc de cercle (Maison Ferrand, Rosseironne, Courion n°3 et 6, Teste n°1, Candélaïre, Mas de la Tour, Pas du Loup) correspondant parfois à un collier à perle unique (Roumanis, Source du Roc) ou multiples (Jérusalem). Plusieurs stèles comportent une série de traits horizontaux au sommet de la tête, interprétés comme étant probablement une coiffe (Maison Ferrand, Colombier, Maison Aube, Candélaïre, Bon Diablet). Six stèles comportent des tatouages jugaux du type de ceux observés dans le sous-groupe du pic Saint-Loup. Les bras sont souvent représentés le long du corps (Collorgues, Saint-Théodorit, Fontcouverte) ou repliés vers le haut sur la poitrine (Maison-Aube, Candélaire). Ils sont généralement terminés par des traits parallèles figurant les doigts et associés à des incisions parallèles sur les deux flancs (appelées « côtelages »). Les autres caractères anthropomorphes sont rarement représentés, hormis les seins (Maison Ferrand, Mas Martin, Teste n°1 et 2, Rouqette n°1, Bon Diablet, Collorgues).
Plusieurs stèles comportent des attributs spécifiques à ce sous-groupe, comme le « plastron », représenté par une forme (ou deux accolées) rectangulaire ou triangulaire au niveau du torse (Rouqette n°1, Fumérian), la « crosse » (représentée sur 12 des 42 statues du sous-groupe) et un objet caractéristique en forme de triangle allongé se terminant par un cercle unique ou double. Cet objet, placé généralement à mi-hauteur de la statue en position centrale peut être associé avec une ceinture. Enfin, certaines stèles comportent des cupules (y compris sur la face dorsale).
Ces statues ont été découvertes dans la plaine centrale du Gard, entre les gorges du Gardon et le piémont des Cévennes. Compte-tenu des variations stylistiques, trois ensembles géographiques peuvent y être distingués. Le premier ensemble correspond à des stèles découvertes dans la zone du Gardon. Ce sont de petites stèles dont le décor se limite aux yeux et au « T » facial. Le second ensemble correspond à la zone nord et ouest de l'aire gardoise (région dite de l'Uzège). Il rassemble des stèles de grande taille (supérieure à 1 m) avec une riche ornementation. Le troisième ensemble correspond à une zone centrale et regroupe des stèles très décorées mais de petite taille. Ces trois zones géographiques, avec chacune une homogénéité stylistique, pourraient éventuellement correspondre à trois sociétés distinctes coexistant durant la même période chronologique au début ou au milieu du Néolithique final.

## Galerie

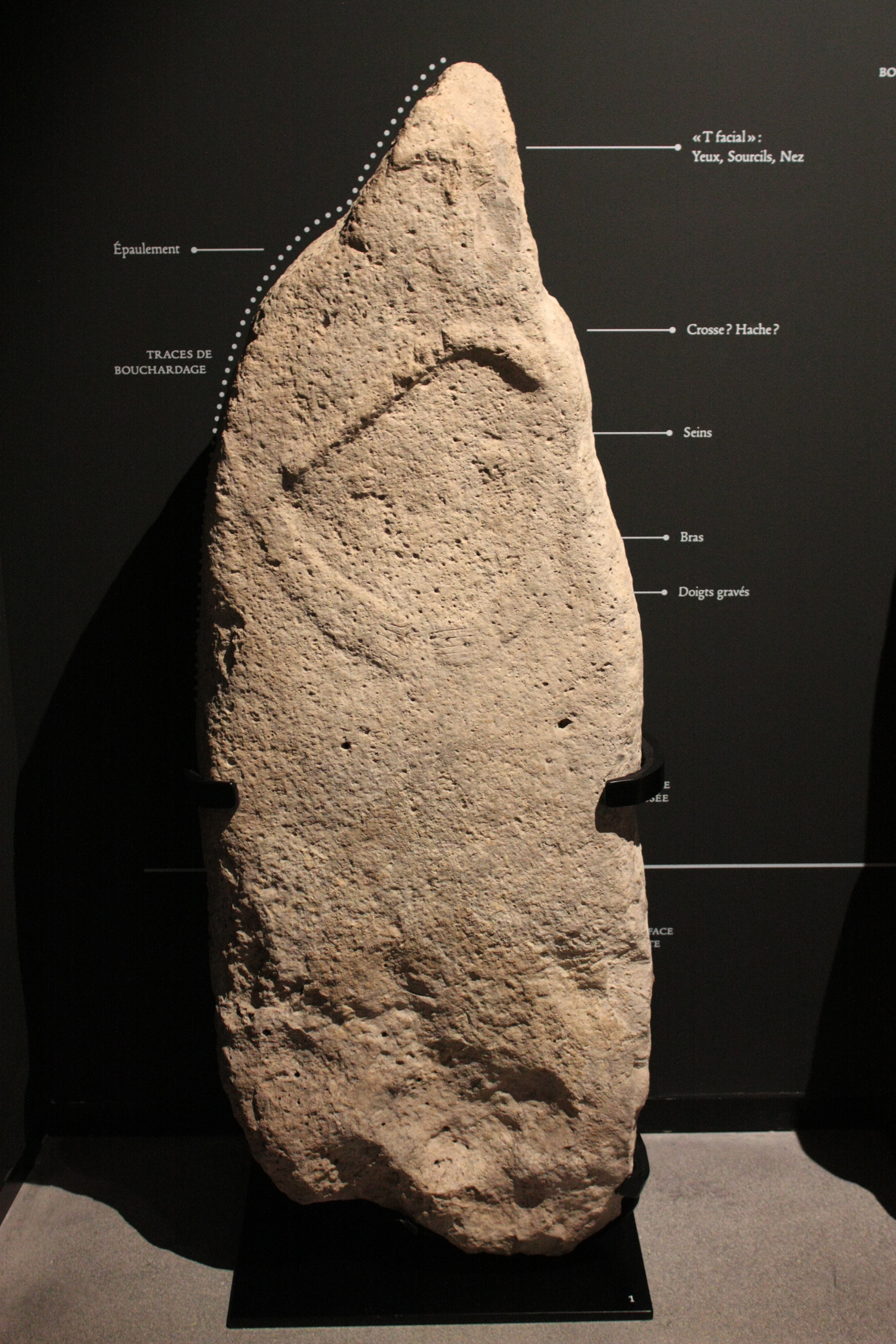
Statue-menhir de Collorgues n°2.
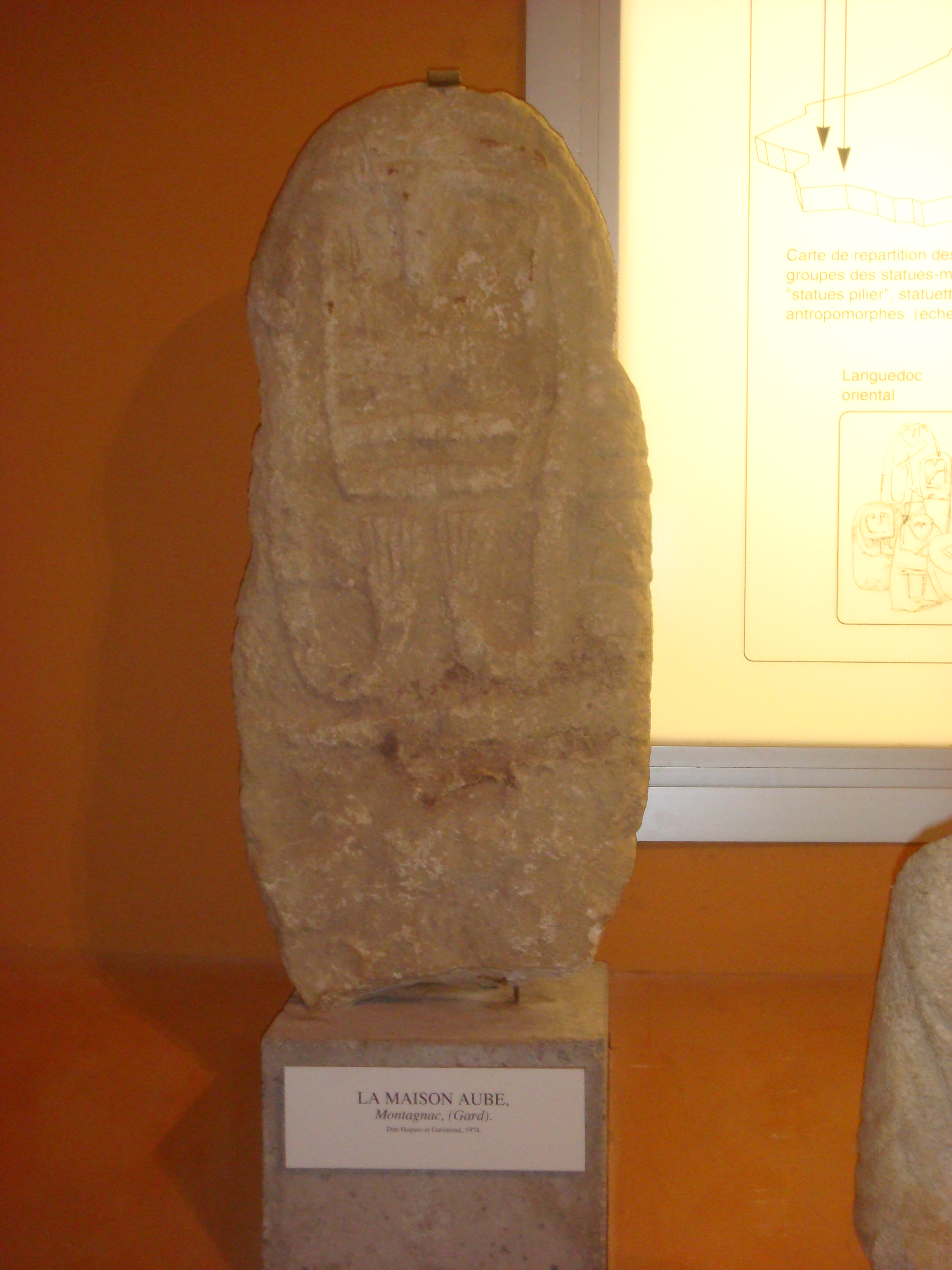
Statue-menhir de la Maison-Aube.
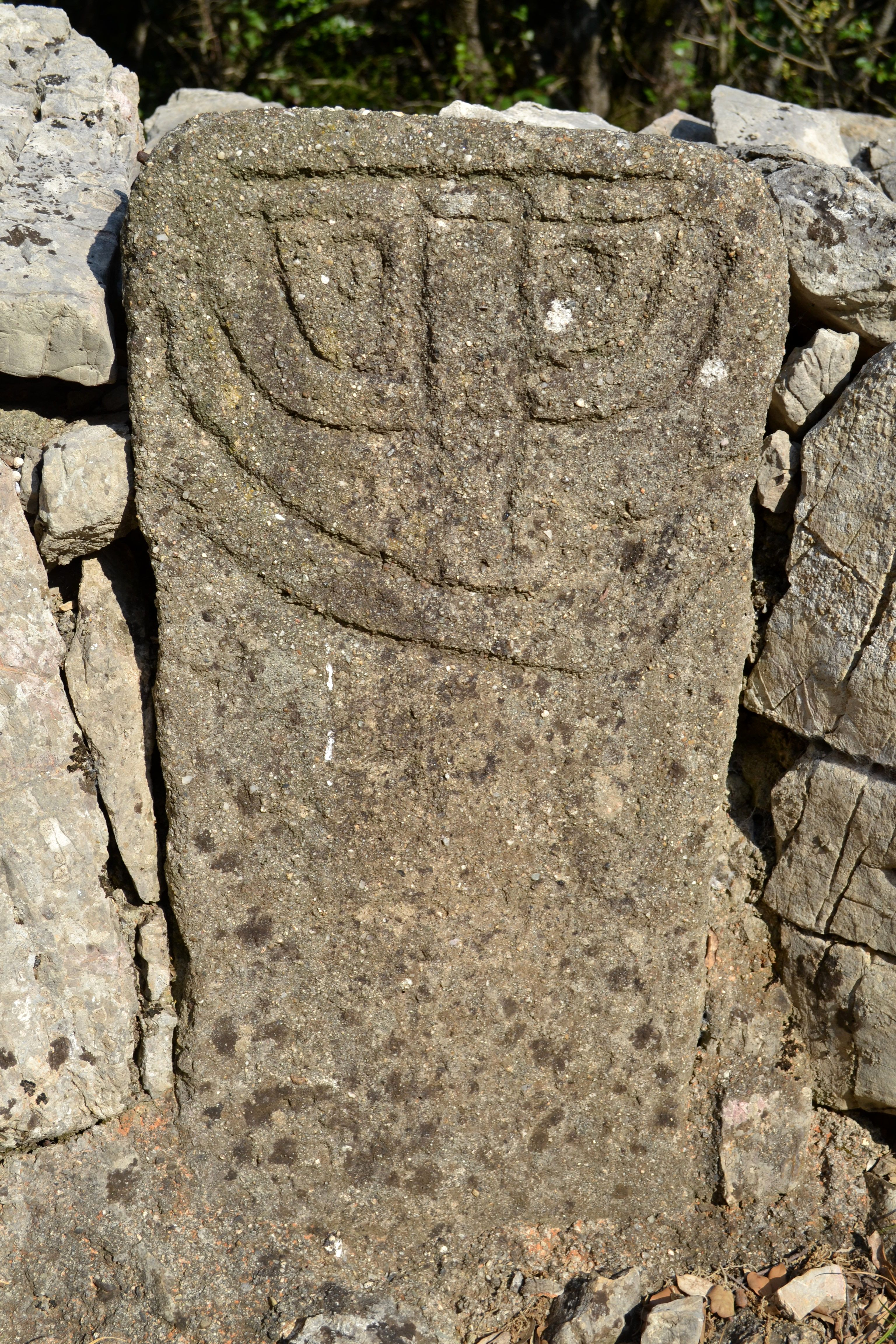
Copie de la statue des Cazarils.
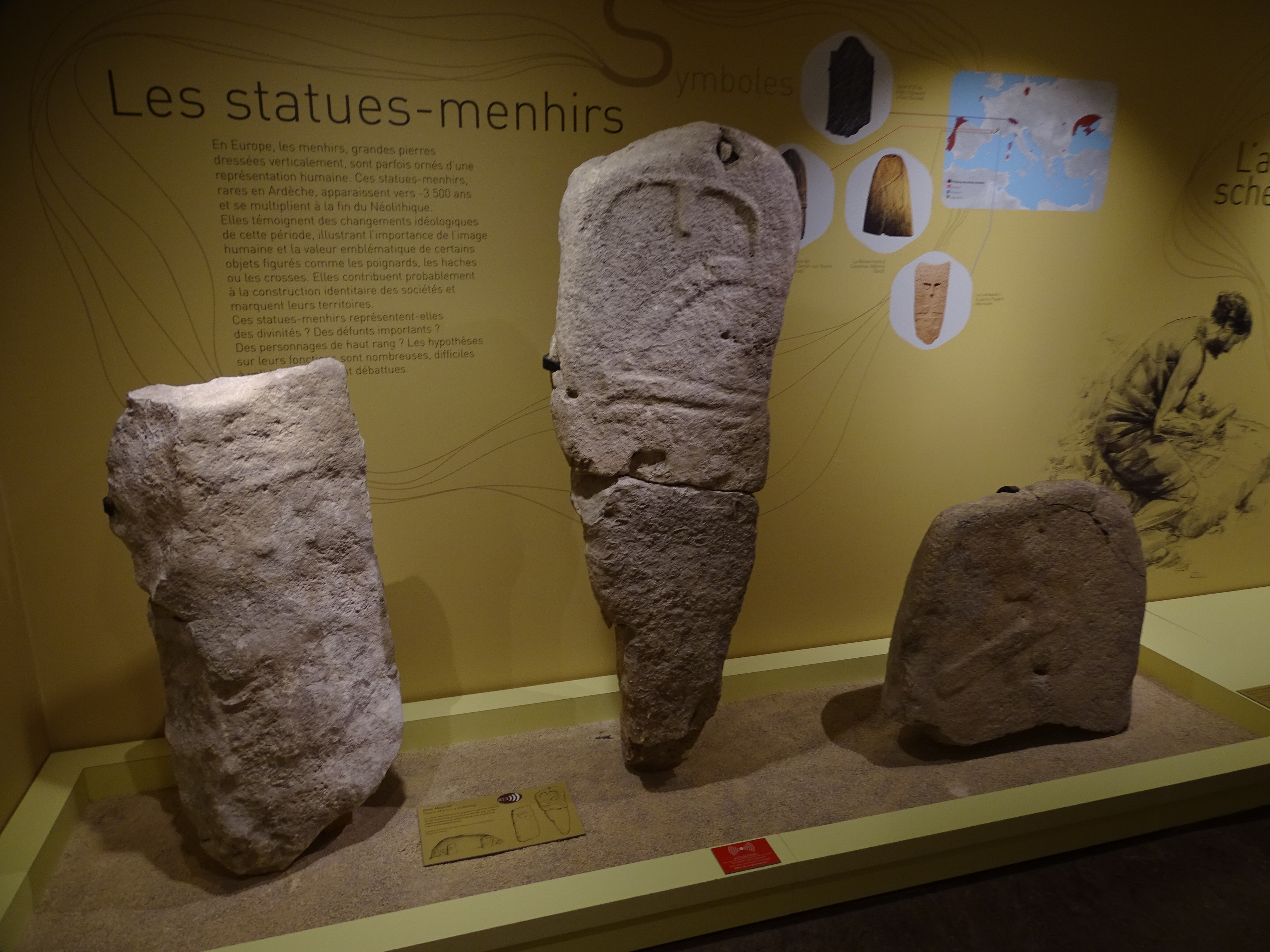
Statues-menhirs de l'Aven Meunier et de la Serre-des-Fourches.